# سید محمد اکرم
سید محمد اکرم متخلص به اکرام یا اکرم شاه (۶ دسامبر ۱۹۳۲–۲۰ اگوست ۲۰۲۲) شاعر و ادب‌پژوه پاکستانی و پژوهشگر زبان و ادبیات فارسی بود. او استاد دانشگاه پنجاب و از اعضای افتخاری فرهنگستان زبان و ادب فارسی بود.